# Старомустафино
Старомуста́фино (рос. Старомустафино, башк. Иҫке Мостафа) — присілок у складі Бураєвського району Башкортостану, Росія. Входить до складу Азяковської сільської ради.
Населення — 45 осіб (2010; 80 у 2002).
Національний склад:
- башкири — 95 %